# Naturalpacht
Als Naturalpacht bezeichnete man es, wenn der Pachtzins für landwirtschaftliche Nutzflächen nicht als Geldbetrag bezahlt wurde, sondern in Form von vorher auf der Fläche oder dem Betrieb erwirtschafteten Gütern. Diese Art der Bezahlung ist in Deutschland, Österreich und der Schweiz nicht mehr gebräuchlich.

## Formen
Eine besondere Bedeutung hatte die Naturalpacht bei starken Geldwert- und Preisschwankungen, wenn Naturalien sichere Zahlungsmittel sind, und bei kleinen Verpächtern, die Naturalien zur Selbstversorgung benötigten. Dabei zahlt der Pächter eine vorher festgelegte Menge seines Ernteertrags und hat daher kein Vermarktungsrisiko.
Ähnliche Pachtsysteme gab es in den USA mit dem Sharecropping und in Italien mit der Mezzadria.